# Jodłówka (Basses-Carpates)
Pour les articles homonymes, voir Jodłówka.
Jodłówka est une localité polonaise de la gmina de Pruchnik, située dans le powiat de Jarosław en voïvodie des Basses-Carpates.